# Amanita elongata
Amanita elongata é uma espécie de fungo que pertence ao gênero de cogumelos Amanita na ordem Agaricales. Foi descrito cientificamente por Charles Horton Peck em 1909.